# Krottendorf-Gaisfeld
Krottendorf-Gaisfeld ist eine Gemeinde mit 2448 Einwohnern (Stand 1. Jänner 2024) im Gerichtsbezirk bzw. Bezirk Voitsberg in der Steiermark.

## Geografie

### Geografische Lage
Die Gemeinde befindet sich westlich von Graz. Die Orte Krottendorf und Gaisfeld liegen an der Kainach in einer Höhe von rund 360 Meter über dem Meer. Die Kainach bildet auch die Grenze im Nordwesten. Nach Nordosten steigt das Gemeindegebiet auf 450 Meter an. Das südwestliche Gebiet umfasst den 804 Meter hohen Wartenstein. Die Grenze im Westen bildet die Teigitsch. Die Gemeinde hat eine Fläche von 17 Quadratkilometer. Davon sind 48 Prozent bewaldet, 38 Prozent werden landwirtschaftlich genutzt, fünf Prozent sind Gärten und ein Prozent Weingärten.

### Gemeindegliederung
Katastralgemeinden sind:
- 63307 Gaisfeld (278 ha)
- 63309 Gasselberg (189 ha)
- 63335 Krottendorf (1238 ha)

Zählsprengel sind Krottendorf-Dorf (000) und Krottendorf-Gaisfeld-Umgebung (001).
Das Gemeindegebiet umfasst folgende fünf Ortschaften (in Klammern Einwohnerzahl Stand 1. Jänner 2024):
- Gaisfeld (199)
- Gasselberg (243)
- Kleingaisfeld (816)
- Krottendorf bei Ligist (1175)
- Muggauberg (15)

### Eingemeindungen
Im Jahr 1948 wurden die Gemeinden Gasselberg und Gaisfeld vereint, 1954 kam Krottendorf dazu und 1969 Teile von Muggauberg.
Die Gemeinde war von der Steiermärkischen Gemeindestrukturreform nicht betroffen.

### Nachbargemeinden
|                             | Voitsberg                                   | Stallhofen          |
| Sankt Martin am Wöllmißberg | Kompassrose, die auf Nachbargemeinden zeigt | Söding-Sankt Johann |
|                             | Ligist                                      |                     |

## Geschichte
Obwohl noch keine regulären Grabungen stattgefunden haben, weiß man aus Funden, dass auf dem Wartenstein eine kupferzeitliche Höhensiedlung existierte. Bei Nachuntersuchungen von Wegböschungen fand man Pfeilspitzen und Reibplatten.
Auf eine Besiedlung in der Römerzeit weist der Flurname Lebar hin, altbairisch ist der Name Kainach (konige Ache, Faulbach). Die erste urkundliche Erwähnung stammt aus dem Jahr 1234, wo Chrotindorf (Krottendorf) und Gevsvelt (Gaisfeld) erwähnt werden. Spätere Schreibweisen für Gaisfeld sind auch Geysvelde, Gavsvelde recte und Gavsveld. Ein erster Hinweis auf Weinbau stammt aus dem Jahr 1311, wo Weinzehente aus Mukawe (Muggauberg) dokumentiert sind. Der Weinbau hat eine lange Tradition, noch im 19. Jahrhundert war beinahe ein Viertel der Flächen am Gasselberg mit Reben bepflanzt.

### Bevölkerungsentwicklung
| Krottendorf-Gaisfeld: Einwohnerzahlen von 1869 bis 2024 | Krottendorf-Gaisfeld: Einwohnerzahlen von 1869 bis 2024 | Krottendorf-Gaisfeld: Einwohnerzahlen von 1869 bis 2024 | Krottendorf-Gaisfeld: Einwohnerzahlen von 1869 bis 2024 | Krottendorf-Gaisfeld: Einwohnerzahlen von 1869 bis 2024 |
| ------------------------------------------------------- | ------------------------------------------------------- | ------------------------------------------------------- | ------------------------------------------------------- | ------------------------------------------------------- |
| Jahr                                                    |                                                         |                                                         |                                                         | Einwohner                                               |
| 1869                                                    | 1869                                                    |                                                         | 1.311                                                   | 1.311                                                   |
| 1880                                                    | 1880                                                    |                                                         | 1.363                                                   | 1.363                                                   |
| 1890                                                    | 1890                                                    |                                                         | 1.324                                                   | 1.324                                                   |
| 1900                                                    | 1900                                                    |                                                         | 1.277                                                   | 1.277                                                   |
| 1910                                                    | 1910                                                    |                                                         | 1.335                                                   | 1.335                                                   |
| 1923                                                    | 1923                                                    |                                                         | 1.507                                                   | 1.507                                                   |
| 1934                                                    | 1934                                                    |                                                         | 1.451                                                   | 1.451                                                   |
| 1939                                                    | 1939                                                    |                                                         | 1.499                                                   | 1.499                                                   |
| 1951                                                    | 1951                                                    |                                                         | 1.738                                                   | 1.738                                                   |
| 1961                                                    | 1961                                                    |                                                         | 1.917                                                   | 1.917                                                   |
| 1971                                                    | 1971                                                    |                                                         | 2.165                                                   | 2.165                                                   |
| 1981                                                    | 1981                                                    |                                                         | 2.144                                                   | 2.144                                                   |
| 1991                                                    | 1991                                                    |                                                         | 2.232                                                   | 2.232                                                   |
| 2001                                                    | 2001                                                    |                                                         | 2.263                                                   | 2.263                                                   |
| 2011                                                    | 2011                                                    |                                                         | 2.429                                                   | 2.429                                                   |
| 2021                                                    | 2021                                                    |                                                         | 2.458                                                   | 2.458                                                   |
| 2024                                                    | 2024                                                    |                                                         | 2.448                                                   | 2.448                                                   |
| Quelle(n): Statistik Austria, Gebietsstand 1.1.2021     |                                                         |                                                         |                                                         |                                                         |

## Wirtschaft und Infrastruktur

### Wirtschaftssektoren
Obwohl die Anzahl der landwirtschaftlichen Betriebe von 2000 bis 2010 von 134 auf 114 abnahm, stieg die Anzahl der darin Beschäftigten. Im Produktionssektor arbeitete etwas mehr als die Hälfte der Erwerbstätigen in der Bauwirtschaft, der Rest im Bereich Warenherstellung. Die größten Arbeitgeber im Dienstleistungssektor waren die Bereiche soziale und öffentliche Dienste (138) und der Handel (74 Mitarbeiter).
| Wirtschaftssektor            | Anzahl Betriebe | Anzahl Betriebe | Erwerbstätige | Erwerbstätige |
| Wirtschaftssektor            | 2011            | 2001            | 2011          | 2001          |
| ---------------------------- | --------------- | --------------- | ------------- | ------------- |
| Land- und Forstwirtschaft 1) | 114             | 134             | 72            | 50            |
| Produktion                   | 40              | 21              | 181           | 118           |
| Dienstleistung               | 91              | 52              | 289           | 178           |

1) Betriebe mit Fläche in den Jahren 2010 und 1999
| Im Jahr 2011 lebten 1183 Erwerbstätige in Krottendorf-Gaisfeld. Davon arbeiteten 245 in der Gemeinde, fast achtzig Prozent pendelten aus. Neben dem Gemeindeamt im Ort Krottendorf befindet sich eine Polizeiinspektion der Bundespolizei, die für die Gemeinden Krottendorf-Gaisfeld, Ligist und Stallhofen zuständig ist. | Hier fehlt eine Grafik, die leider im Moment aus technischen Gründen nicht angezeigt werden kann. Wir arbeiten daran! |

## Politik

### Gemeinderat
Bei der Gemeinderatswahl werden 15 Mandatare gewählt, im Jahr 2020 erhielten:
| Partei                          | 2020    | 2020    | 2015  | 2015    | 2010  | 2010    | 2005  | 2005    | 2000  | 2000    |
| Partei                          | Prozent | Mandate | %     | Mandate | %     | Mandate | %     | Mandate | %     | Mandate |
| ------------------------------- | ------- | ------- | ----- | ------- | ----- | ------- | ----- | ------- | ----- | ------- |
| ÖVP                             | 57,24   | 9       | 63,24 | 10      | 53,31 | 9       | 43,59 | 6       | 44,51 | 7       |
| SPÖ                             | 37,90   | 6       | 29,66 | 4       | 29,20 | 4       | 43,71 | 7       | 38,24 | 6       |
| FPÖ                             | 4,85    | 0       | 7,10  | 1       |       |         |       |         | 12,22 | 2       |
| Unabhängige Gemeindeliste Erker |         |         |       |         | 17,49 | 2       | 12,70 | 2       | 5,03  | 0       |

### Bürgermeister
Bürgermeister ist Lukas Vogl und seine Stellvertreterin ist Hildegard Guggi, beide ÖVP.

### Wappen und Flagge
Die Blasonierung des Wappens der Gemeinde Krottendorf-Gaisfeld lautet:

„In Grün ein silberner Balken von fünf sich berührenden Getreideähren.“

Die Wappenfarbe Grün entstammt dem Wappen eines ehemaligen Landesfürsten, welcher Besitzer des größten Teiles des Gemeindegebietes von Krottendorf-Gaisfeld war. Das Wort „Feld“ im Gemeindenamen, trug zur Wahl der Wappenfigur, den Getreideähren bei. Zudem leitet sich der Name Gaisfeld von Gau her, was ursprünglich das in Sondernutzung genommene Ackerfeld bedeutet. Die Ähren wurden vereinfacht in Form eines Balkens wiedergegeben, das Metall im Wappenschild wird durch das Silber der Ähren ausgedrückt.
Die Gemeindeflagge ist einfarbig weiß mit dem Wappen.

## Historische Landkarten

Das Gebiet von Krottendorf und Gaisfeld in den Landesaufnahmen
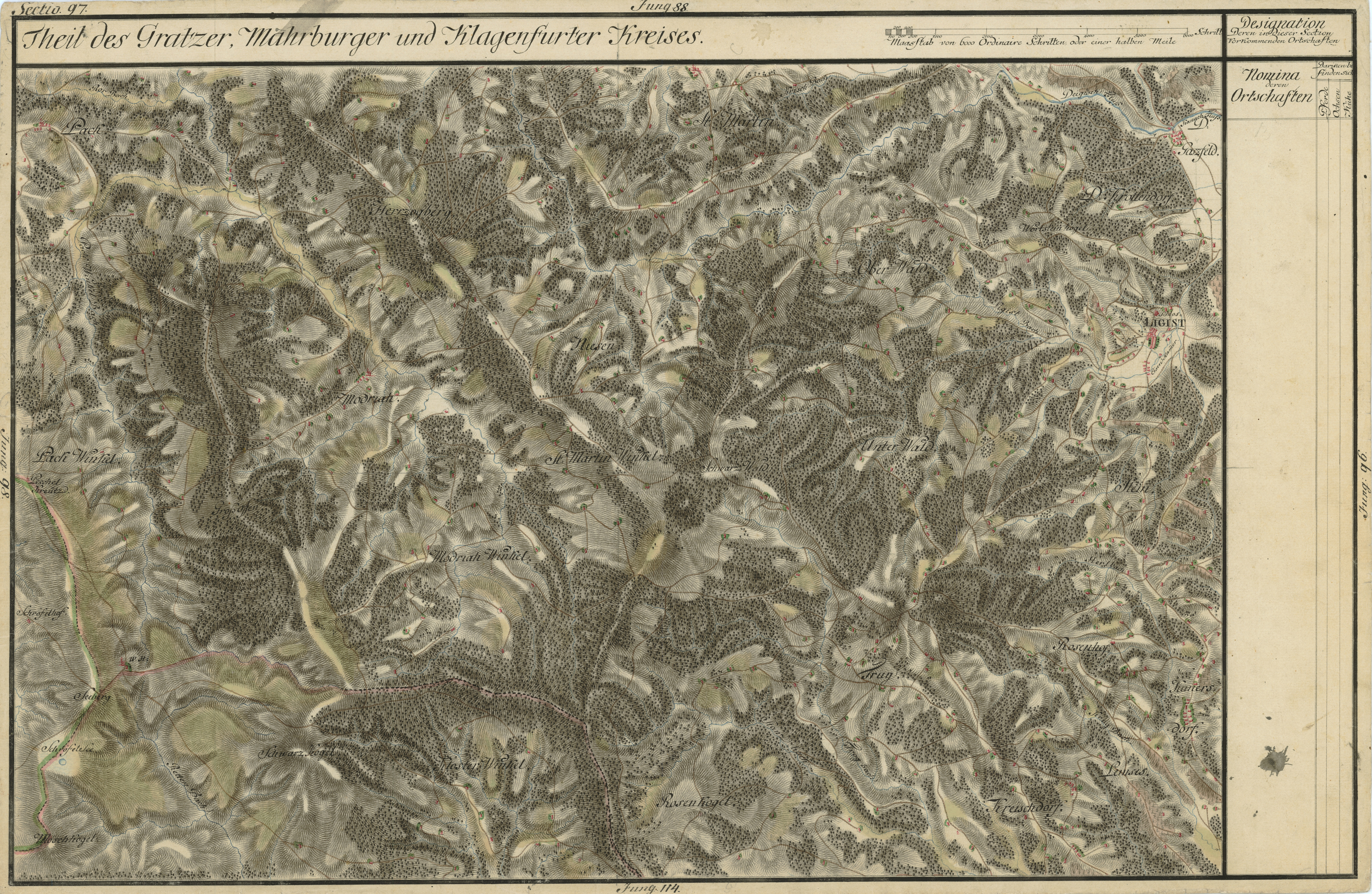
Westen und Süden von „Gaszfeld“ mit der „Deigisch“-Mündung in die „Kanach“ und Krottendorf (rechts außen) in der Josephinischen Landesaufnahme
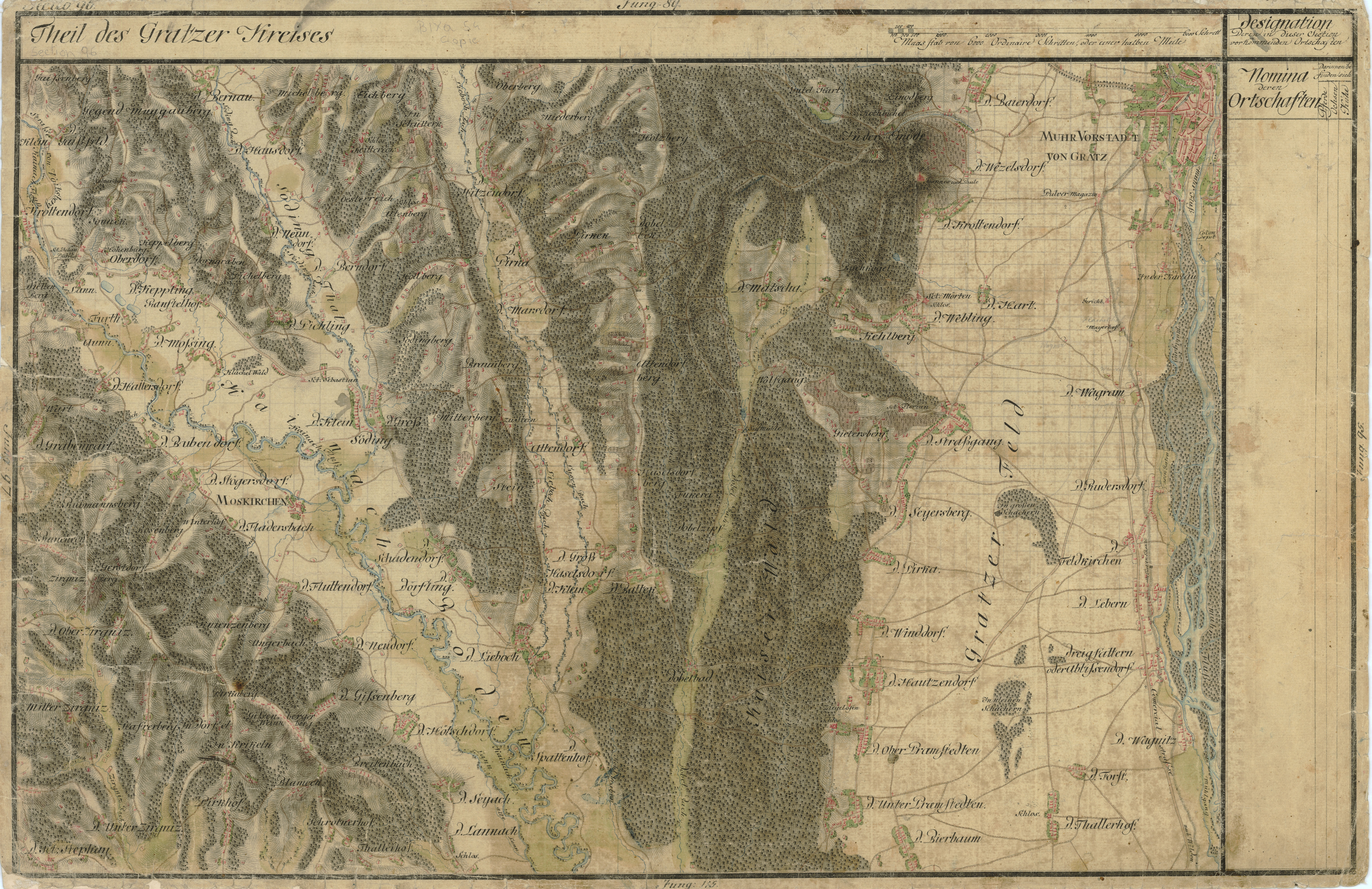
„Klein Gaißfeld“ und Krottendorf an der Kainach
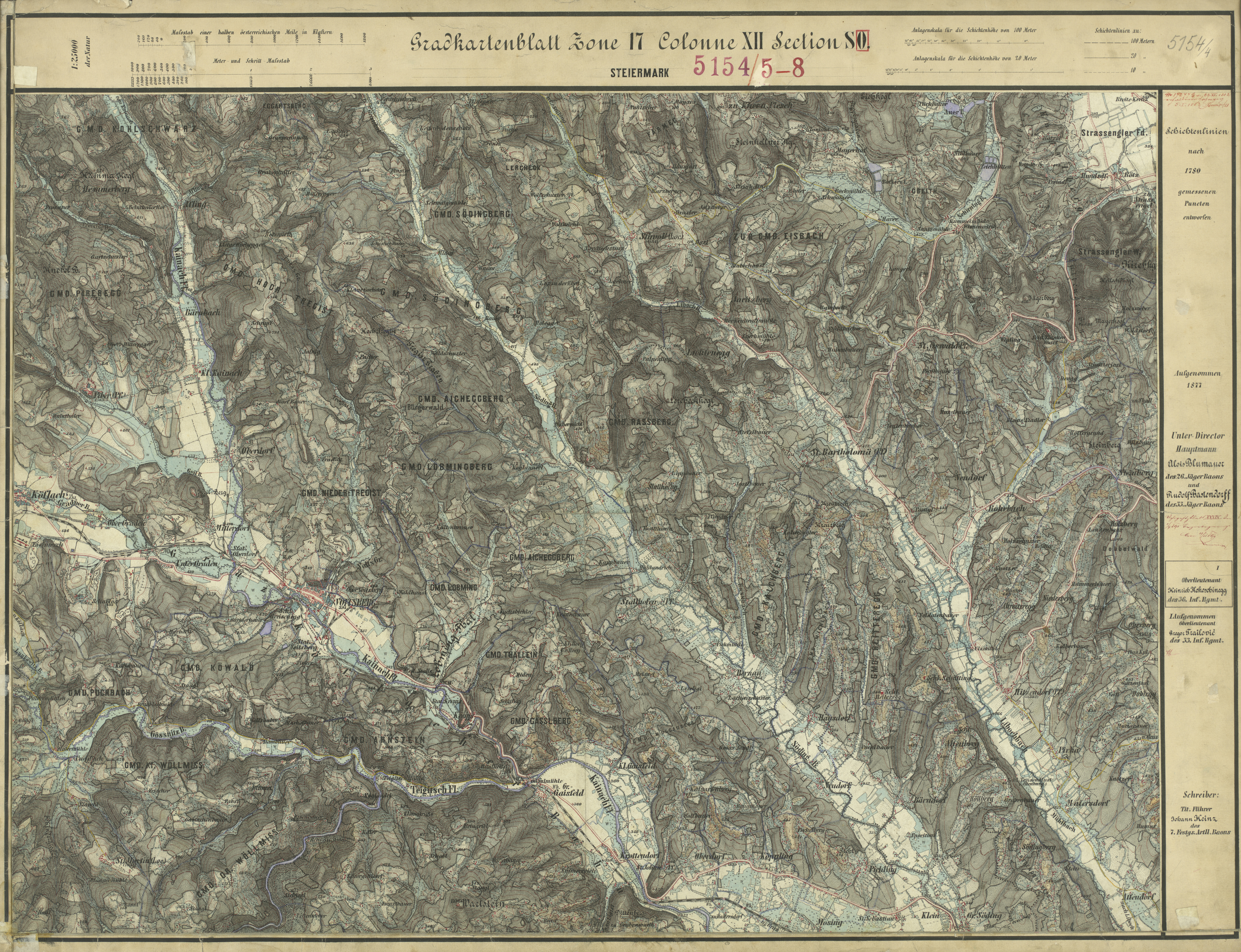
Krottendorf und Gaisfeld liegen in einer kleinen Flussebene östlich von Voitsberg: Aufnahmeblatt der 3. Landesaufnahme, um 1878
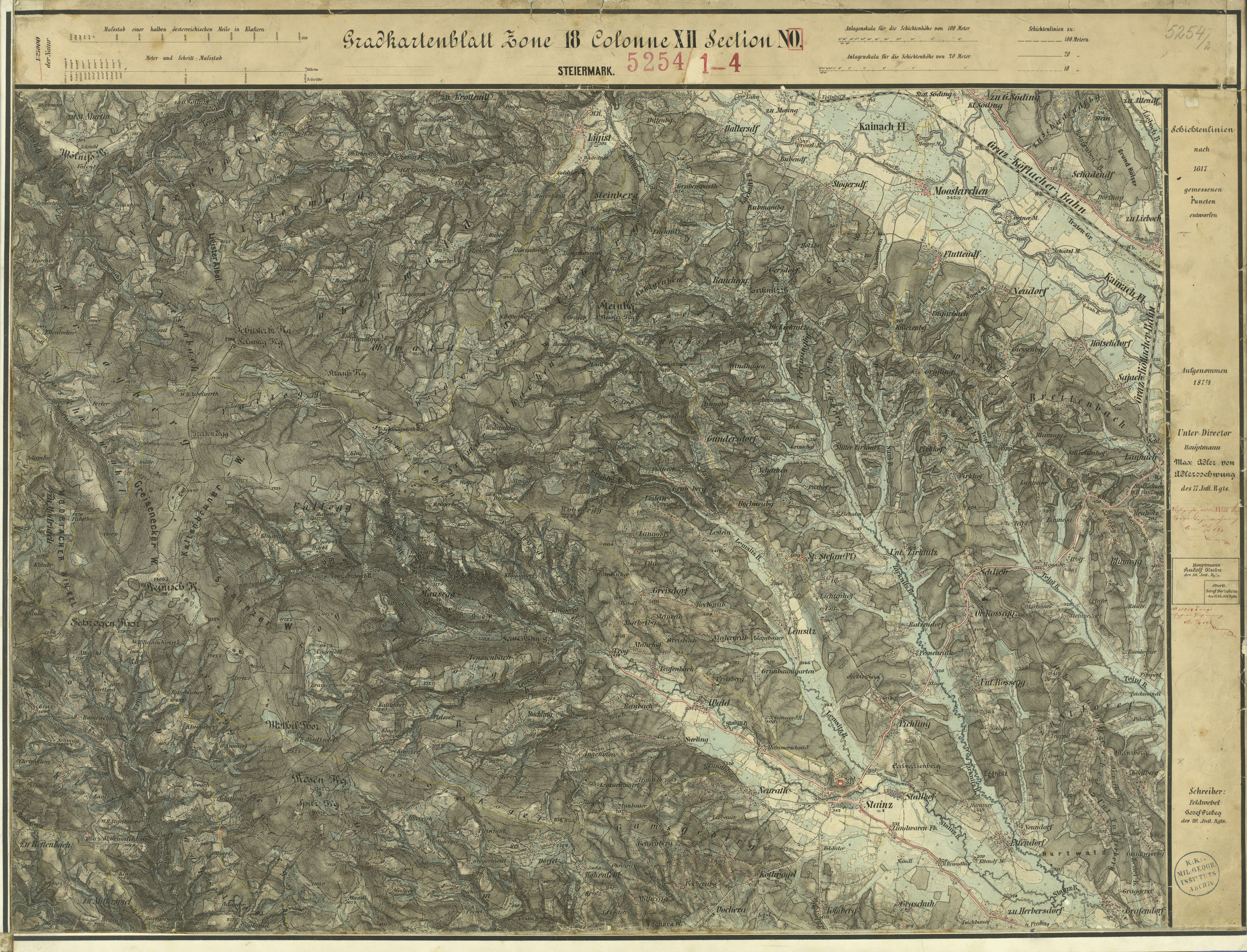
Ligist ist die südliche Nachbargemeinde